# Стад Раймон Копа
«Стад Раймон Копа» (фр. Stade Raymond-Kopa) — футбольний стадіон в Анже, Франція, домашня арена ФК «Анже».
Стадіон відкритий 1912 року. У 1925 1957 1993 роках розширювався та перебудовувався. В результаті реконструкції 2010 року було досягнуто місткість 17 835 глядачів.
27 березня 2017 року стадіон «Стад Жан-Буен» було перейменовано на «Стад Раймон Копа» на честь легендарного французького гравця Раймона Копи.